# Friedberg (Hessen)
Friedberg (Hessen) este un oraș din landul Hessa, Germania. Friedberg este reședința districtului Wetteraukreis.

## Locuitori
| An   | Locuitori |
| ---- | --------- |
| 1998 | 26.446    |
| 1999 | 26.667    |
| 2000 | 26.751    |
| 2001 | 27.173    |
| 2002 | 27.508    |
| 2003 | 27.488    |
| 2004 | 27.592    |
| 2005 | 27.142    |
| 2006 | 28.398    |
| 2007 | 29.861    |